# Biblioteca Pública de Nova York

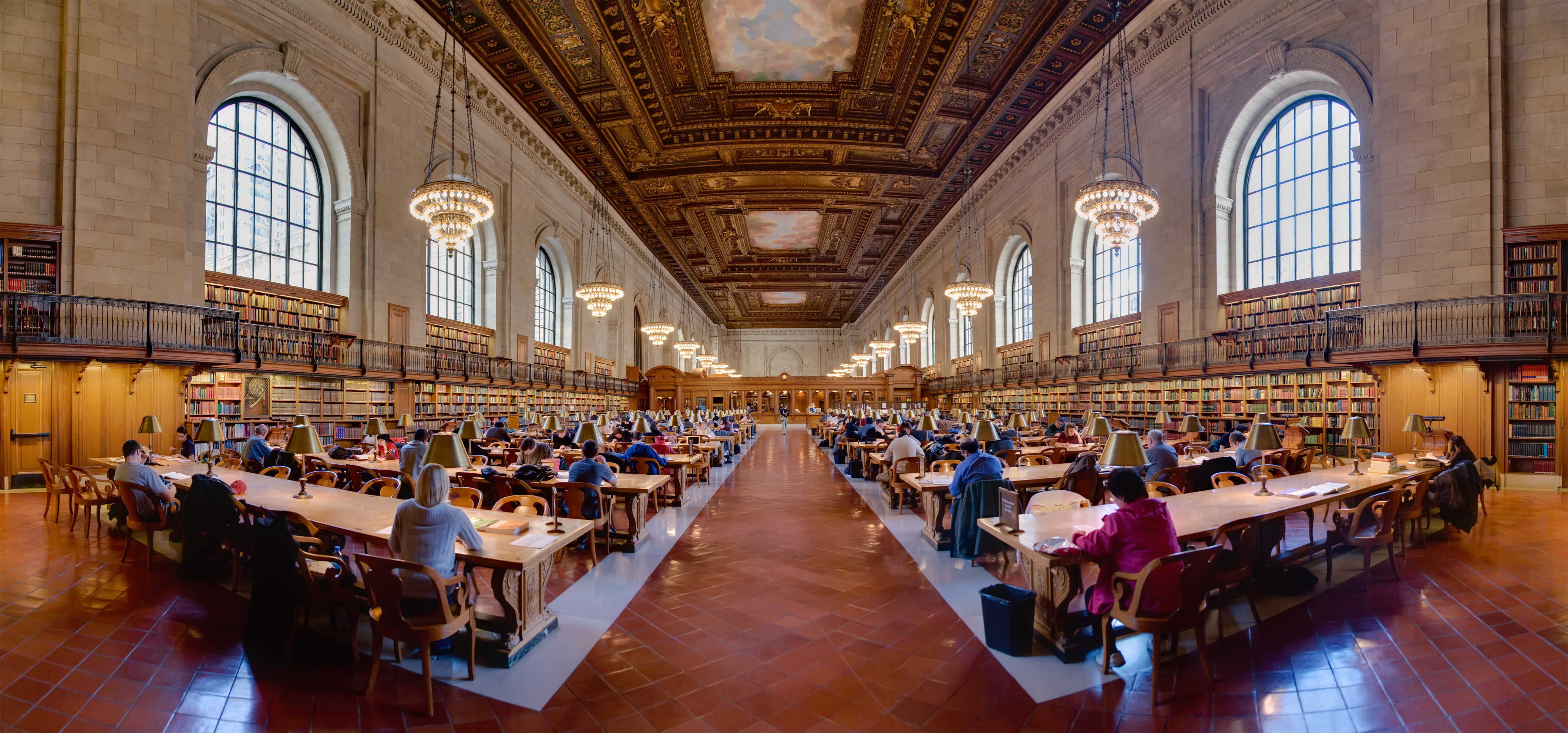
Vista panoràmica de l'interior de la sala de lectura

La Biblioteca pública de Nova York és el sistema de biblioteques públiques de la ciutat de Nova York. Amb prop de 53 milions d'objectes i 92 ubicacions, és la segona biblioteca pública més gran dels Estats Units per darrere de la Biblioteca del Congrés i la quarta biblioteca pública més gran del món. És una corporació privada, no governamental, de gestió independent i sense ànim de lucre que opera amb finançament públic i privat.
La biblioteca té seus als districtes del Bronx, Manhattan i Staten Island i afiliacions amb biblioteques acadèmiques i professionals de l'àrea metropolitana de Nova York. Els altres dos districtes de la ciutat, Brooklyn i Queens, no compten amb el sistema de biblioteques públiques de Nova York, sinó pels seus respectius sistemes de biblioteques de districte: la biblioteca pública de Brooklyn i la biblioteca pública de Queens. Les seus de les biblioteques estan obertes al públic en general i estan formades per biblioteques de préstec. La Biblioteca Pública de Nova York també té quatre biblioteques d'investigació, que també estan obertes al públic en general.
La biblioteca, oficialment acreditada com a The New York Public Library, Astor, Lenox and Tilden Foundations, es va desenvolupar al segle XIX, fundada a partir d'una fusió de biblioteques de base i biblioteques socials de bibliòfils i rics, amb l'ajuda de la filantropia dels nord-americans més rics de la seva època.
El nom de la "Biblioteca Pública de Nova York" també pot referir-se a la seva seu principal, que és fàcilment reconeixible per les seves estàtues de lleons anomenades Paciència i Fortalesa que es troben a cada costat de l'entrada. La seu va ser declarada Monument Històric Nacional l'any 1965, inscrita al Registre Nacional de Llocs Històrics el 1966, i designada Monument Històric de Nova York el 1967.

## Història

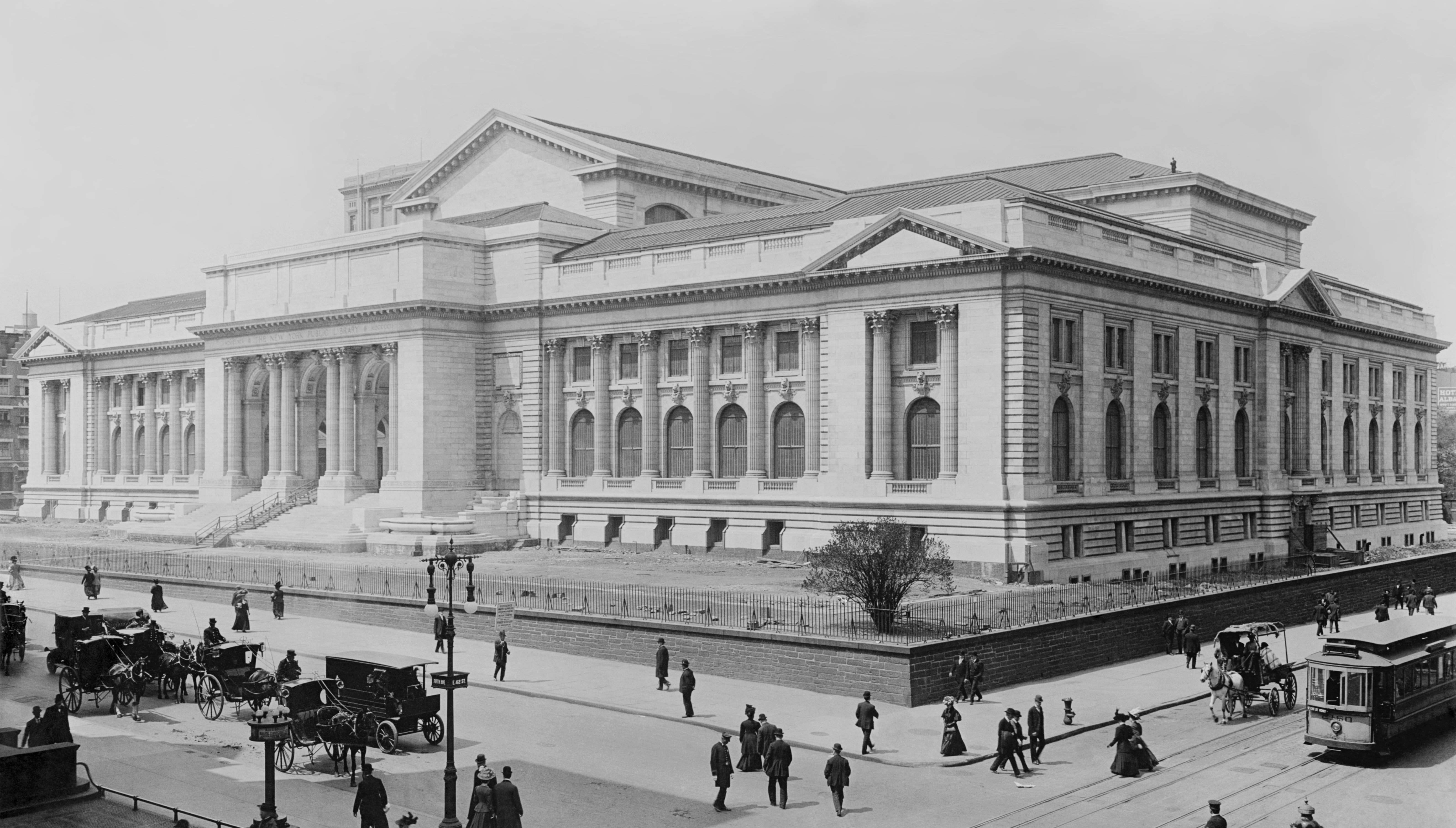
La seu principal de la Biblioteca Pública de Nova York durant la seva última etapa de construcció el 1908 amb les estàtues dels lleons encara no instal·lades a l'entrada

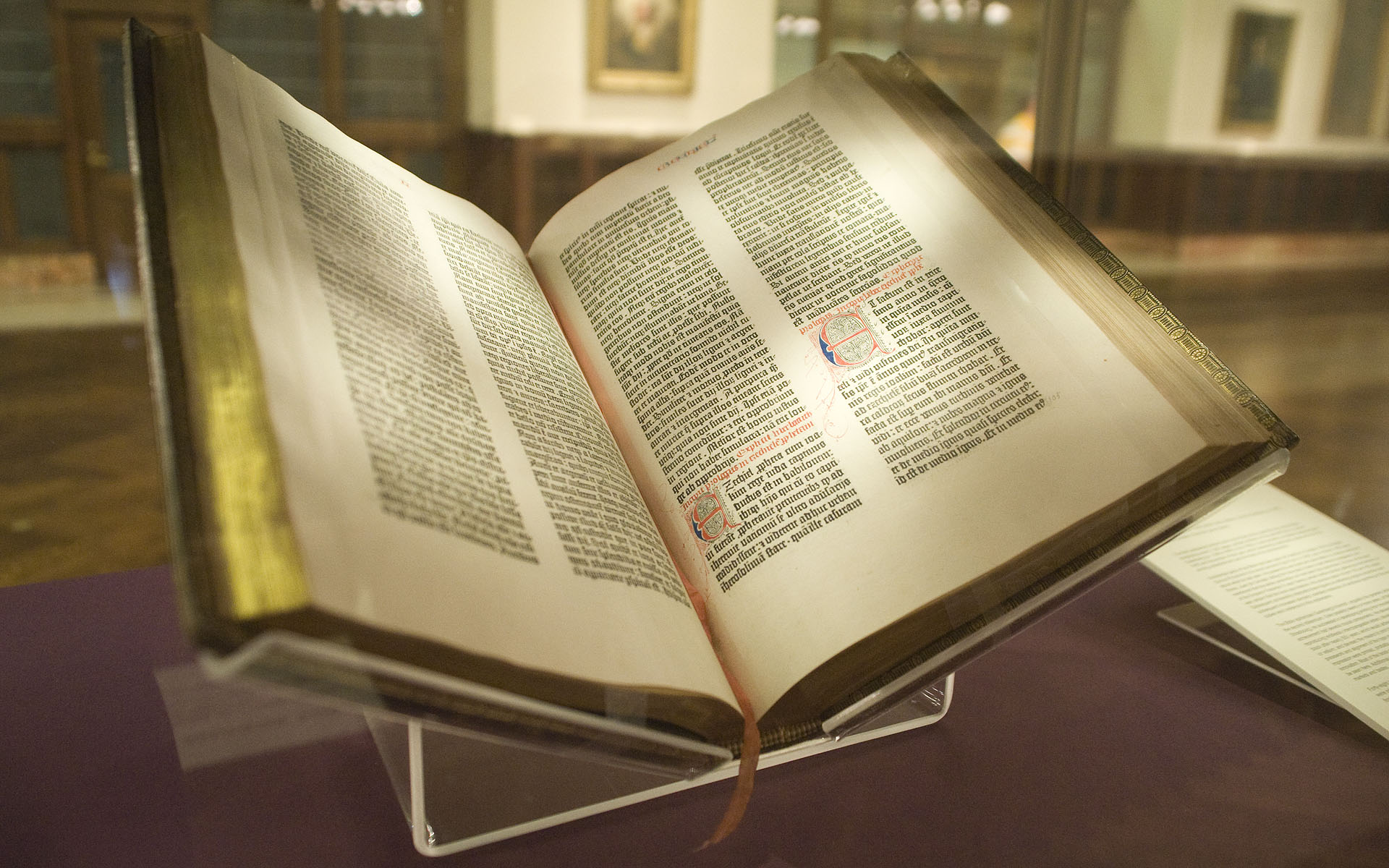
Còpia Lenox de la Bíblia Gutenberg a la Biblioteca Pública de Nova York

A instàncies de Joseph Cogswell, John Jacob Astor va col·locar un codicil en el seu testament per llegar 400.000 dòlars (l'equivalent a 14.1 milions de dòlars el 2023 ) per a la creació d'una biblioteca pública. Després de la mort d'Astor el 1848, es van executar les condicions del testament i va construir la Biblioteca Astor el 1854 a l'East Village.
La biblioteca creada era una biblioteca de referència gratuïta; els seus llibres no podien circular. L'any 1872, la Biblioteca Astor va ser descrita en un editorial del New York Times com una "referència important i un recurs d'investigació", però, "popular, certament no ho és, i, per tant, manca en l'essencial d'una biblioteca pública".
El Parlament de l'Estat de Nova York va incorporar la Biblioteca Lenox el 1870. La biblioteca es va construir a la Cinquena Avinguda, entre els carrers 70 i 71, l'any 1877. El bibliòfil i filantrop James Lenox va donar una gran col·lecció de la seva Americana, obres d'art, manuscrits i llibres rars, inclosa la primera Bíblia de Gutenberg al Nou Món. En els seus inicis, la biblioteca cobrava l'entrada i no permetia l'accés de cap document literari.
L'antic governador de Nova York i candidat a la presidència Samuel J. Tilden creia que es necessitava una biblioteca amb abast a tota la ciutat i, a la seva mort el 1886, va llegar la major part de la seva fortuna: uns 2,4 milions de dòlars (l'equivalent a 81 milions de dòlars el 2023) per "establir i mantenir una biblioteca i una sala de lectura gratuïtes a la ciutat de Nova York". Aquests diners quedarien intactes en un fideïcomís durant diversos anys, fins que John Bigelow, un advocat de Nova York, i Andrew Haswell Green, tots dos síndics de la fortuna de Tilden, van tenir la idea de fusionar dues de les biblioteques més grans de la ciutat.
Tant les biblioteques Astor com la Lenox tenien problemes econòmics. Tot i que la ciutat de Nova York ja tenia nombroses biblioteques al segle XIX, gairebé totes eren finançades de manera privada i moltes cobraven tarifes d'entrada o d'ús (una excepció notable va ser Cooper Union, que va obrir la seva sala de lectura gratuïta al públic el 1859). Bigelow, el més destacat partidari del pla de fusió de les dues biblioteques, va trobar suport en Lewis Cass Ledyard, membre del Tilden Board, així com en John Cadwalader, al consell d'Astor. Finalment, John Stewart Kennedy, president del consell de Lenox, també va decidir donar suport al pla.
El 23 de maig de 1895, Bigelow, Cadwalader i George L. Rives van acordar crear "The New York Public Library, Astor, Lenox and Tilden Foundations". El pla va ser aclamat com un exemple de filantropia privada per al bé públic. L'11 de desembre, John Shaw Billings va ser nomenat primer director de la biblioteca. La biblioteca de nova creació es va consolidar amb la Biblioteca de Circulació Lliure de Nova York el febrer de 1901.
Al març, Andrew Carnegie va acceptar provisionalment donar 5,2 milions de dòlars (l'equivalent a 190 milions de dòlars el 2023) per construir seixanta-cinc seus de biblioteques a la ciutat, amb el requisit que fossin operades i mantingudes per l'Ajuntament de Nova York. Els sistemes de biblioteques públiques de Brooklyn i Queens, no es van incorporar al sistema NYPL.
Més tard, l'any 1901, Carnegie va signar formalment un contracte amb l'Ajuntament de Nova York per transferir la seva donació a la ciutat per tal de poder justificar la compra del terreny per construir les seus de les biblioteques. El Patronat de la NYPL va contractar consultors per a la planificació i va acceptar la seva recomanació de contractar un nombre limitat de despatxos d'arquitectura per construir les biblioteques Carnegie; això garantiria la uniformitat d'aspecte i reduiria al mínim el cost. Els administradors van contractar McKim, Mead & White, Carrère i Hastings i Walter Cook per dissenyar totes les biblioteques de la seu.
L'autor de Nova York, Washington Irving, va ser un amic íntim d'Astor durant dècades i havia ajudat el filantrop a dissenyar la Biblioteca Astor. Irving va exercir com a president del Patronat de la biblioteca des de 1848 fins a la seva mort el 1859, donant forma a les polítiques de col·leccionisme de la biblioteca amb la seva forta sensibilitat pel que fa a la vida intel·lectual europea. Posteriorment, la biblioteca va contractar experts destacats a nivell nacional per guiar les seves polítiques de col·leccions; van informar directament als directors John Shaw Billings (que també va desenvolupar la National Library of Medicine ), Edwin H. Anderson, Harry M. Lydenberg, Franklin F. Hopper, Ralph A. Beals i Edward Freehafer (1954–1970). Van posar èmfasi en l'experiència, l'objectivitat i un ampli ventall de coneixements a tot el món per adquirir, preservar, organitzar i posar a disposició de la població en general prop de 12 milions de llibres i 26,5 milions d'elements addicionals. Els directors, al seu torn, van informar a un consell d'administració d'elit, principalment gent gran, ben educada, filantròpica, predominantment protestant, homes blancs de classe alta amb posicions de comandament a la societat nord-americana. Consideraven que el seu paper era protegir l'autonomia de la biblioteca davant dels polítics, així com atorgar-li estatus, recursos i una cura prudent.
La junta va decidir la compra el 1931 de la biblioteca privada del gran duc Vladimir Alexandrovich (1847–1909), oncle de l'últim tsar. Aquesta va ser una de les majors adquisicions de llibres i materials fotogràfics russos; en aquell moment, el govern soviètic tenia una política de vendre les seves col·leccions culturals a l'estranger per or. Les col·leccions relacionades inclouen un nombre important d'obres importants de fotògrafs russos i fotografies relacionades amb la Casa Romanov i l'expert rus George Kennan.
L'exèrcit va extreure molts mapes i col·leccions de llibres de la biblioteca durant les guerres mundials. Per exemple, el cap de la divisió de mapes, Walter Ristow, va ser nomenat cap de la secció de geografia de l'Oficina d'Intel·ligència Militar de Nova York del Departament de Guerra de 1942 a 1945. Ristow i el seu personal van descobrir, copiar i prestar milers de mapes estratègics, rars o únics a les agències de guerra que necessitaven informació no disponible a través d'altres fonts.

## Impacte cultural
L'historiador David McCullough ha descrit la Biblioteca Pública de Nova York com una de les cinc biblioteques més importants dels Estats Units; les altres són la Biblioteca del Congrés, la Biblioteca Pública de Boston i les biblioteques universitàries de Harvard i Yale.
La Biblioteca Pública de Nova York va ser membre fundador del Research Libraries Group, juntament amb les biblioteques de Columbia, Harvard i Yale.
Juntament amb Harvard, Columbia i Princeton, NYPL és membre del Research Collections and Preservation Consortium (ReCAP) i comparteix una instal·lació de prestatgeries fora del lloc a Plainsboro, Nova Jersey amb les tres universitats de la Ivy League.

### En la cultura popular
La Biblioteca Pública de Nova York s'ha citat nombroses vegades en la cultura popular. La biblioteca ha aparegut com a escenari i tema diverses vegades al cinema, la poesia, la televisió i la música.
Per exemple, la pel·lícula Els caçafantasmes, de 1984, es mostraven moltes preses de la Gran Illa de cases; entre les quals hi havia la Biblioteca Pública de Nova York. Tanmateix, la pel·lícula que més temps en escena ha dedicat a aquesta institució, és El dia de demà, on els protagonistes es refugien del catastròfic canvi climàtic entre les parets de la biblioteca.